# Lindsaea annamensis
Lindsaea annamensis là một loài dương xỉ trong họ Lindsaeaceae. Loài này được Kramer mô tả khoa học đầu tiên..
Danh pháp khoa học của loài này chưa được làm sáng tỏ. 